# Purusia acreana
Purusia acreana là một loài bọ cánh cứng trong họ Cerambycidae.